# John Sands
Pour les articles homonymes, voir Sands.
John Sands (1826-1900), originaire d'Ormiston, était un journaliste indépendant écossais et artiste s'intéressant à l'archéologie et aux coutumes, en particulier le mode de vie dans les îles écossaises. Il passa environ un an sur l'archipel de Saint-Kilda et vécu sur d'autres îles isolées.

## Saint-Kilda
Saint-Kilda est un archipel isolé des Hébrides extérieures en Écosse, dans lequel Sands joua un rôle important en attirant l'attention sur la situation désespérée des insulaires. Sands resta bloqué lors de sa seconde visite durant l'hiver 1876-1877, et c'est alors qu'il inventa le « navire postal » en attachant un message à une bouée de sauvetage, sauvée de l'épave du Petri Dubrovacki, et la lançant à la mer. Son livre Out of this world fut publié en 1878 après ses deux visites à l'archipel, en 1875 et 1876-7. En 1877, il mit au jour le souterrain du Taigh an t-Sithiche (maison des fées) contenant les restes de fous de bassan, moutons, bovins et berniques parmi des outils en pierre. Ce bâtiment, vieux d'entre 1700 et 2500 ans, suggère que le régime des insulaires a peu changé à travers le temps. Il prit parti publiquement pour les insulaires, par exemple en écrivant au The Scotsman une critique de MacLeod of Dunvegan, propriétaire des îles, accusé d'exploiter les habitants. Il découvrit également que le fond Kelsall, un legs mis en place en 1860 ayant pour but de soutenir les infrastructures de l'île, était inconnu des insulaires même quinze ans après ; il déclara que ceux qui payent des taxes sur le tabac et le whisky sont en droit d'avoir des services publics tels que la poste. Il est possible que ses visites à Saint-Kilda étaient motivées en partie par l'intérêt qu'il portait à une jeune femme y vivant.
Sands parlait un peu le gaélique, et son seul livre lors de son séjour était une bible gaélique. Ses vues déclarées en faveur des insulaires lui valurent quelques inimitiés. Ainsi, George Seton publia St Kilda en 1878 et, ainsi qu'on peut le lire dans St Kilda and the Wider World: Tales of an iconic island d'Andrew Fleming, « en utilisant une argumentation ridicule de droite et des sarcasmes, il essaya de discréditer Sands, qu'il appela "le philanthrope théorique", se moquant de ses déclarations d'inspiration divine ».
Néanmoins, les efforts de Sands eurent une influence sur la création d'un service régulier de bateau à vapeur vers Hirta, la seule île habitée de façon permanente de l'archipel de Saint-Kilda.

## Autres îles
Sands passa également quelque temps sur les îles écossaises éloignées de Vaila, Papa Stour et Foula dans l'archipel des Shetland ; il vécut aussi sur l'île de Tiree dans les Hébrides intérieures, et sur les Îles Féroé. Pendant son séjour sur Foula, il lutta activement contre le système de rémunération alors en place, selon lequel les employés étaient payés en biens, et réalisa des bandes-dessinées à vues politiques ridiculisant ses défauts. Dans l'une de ces satires, il dessina Foula comme une belle jeune femme étranglée par un boa constrictor désigné comme « landlordism » (les propriétaires des terres), observés par d'autres reptiles nommés « missionnaire », « propriétaire foncier » et « truck » (le payement en bien étant le truck system).

## Fin de carrière
Sands se fit journaliste indépendant, artiste et poète, écrivant des articles humoristiques pour la gazette satirique Punch. Il est parfois décrit comme député, ce qui peut venir d'une confusion de remarques de Seton qui le décrivit de façon moqueuse comme « le député de Saint-Kilda ».